# Ориентация кривой на плоскости
Положительно ориентированной кривой в математике называется плоская простая замкнутая кривая (то есть кривая, лежащая в плоскости, начальная точка которой является также и конечной точкой, и которая не имеет других самопересечений) такая, что при перемещении по ней внутренность кривой всегда находится слева (следовательно, внешность кривой всегда находится справа). Если в вышеприведённом определении поменять местами «лево» и «право», оно определяет отрицательно ориентированную кривую.

## Ориентация простого многоугольника
В двумерном пространстве, в котором задана упорядоченная последовательность трёх или более соединённых вершин (точек), которые формируют простой многоугольник, ориентация получившегося многоугольника непосредственно связана с знаком угла в любой вершине выпуклой оболочки многоугольника. В расчётах знак меньшего угла, образованного парой векторов, определяется знаком векторного произведения этих векторов. Последний может быть вычислен как знак определителя их ориентационной матрицы. В общем случае, когда два вектора определены двумя сегментами ломаной с общей точкой (в нашем примере это стороны BA и BC треугольника ABC), ориентационная матрица может быть определена следующим образом:
{\displaystyle \mathbf {O} ={\begin{bmatrix}1&x_{A}&y_{A}\\1&x_{B}&y_{B}\\1&x_{C}&y_{C}\end{bmatrix}}.}
Если определитель отрицателен, то многоугольник ориентирован по часовой стрелке. Если определитель положителен, то многоугольник ориентирован против часовой стрелки. Определитель ненулевой, если точки A, B и C неколлинеарны. В нашем примере с точками A, B, C, и т. д. определитель отрицателен, и следовательно, многоугольник ориентирован по часовой стрелке.